# Christoph von Troschke
Christoph von Troschke (* 3. April 1603; † 27. Juni 1655) war ein preußischer Staatsmann.

## Leben
Christoph war Angehöriger des preußischen Adelsgeschlechtes derer von Troschke. Er wurde 1636 Landrat und 1638 Hauptmann zu Tilsit. Seit dem 2. März 1645 war er Oberrat und avancierte am 25. März selben Jahres zum Kanzler im Herzogtum Preußen. Schließlich wurde er am 12. Februar 1654 noch Oberburggraf.